# دارکا
دارکا (به اسپانیایی: Daroca) یک دهستان در اسپانیا است که در استان ساراگوسا واقع شده‌است. دارکا ۵۲٫۰۵ کیلومتر مربع مساحت و ۲٬۳۳۱ نفر جمعیت دارد و ۷۹۷ متر بالاتر از سطح دریا واقع شده‌است.